# Taieb Cherkaouki
Taieb Cherkaoui (Boujad, 1949) és un polític i jutge marroquí, des del 5 de gener de 2010 és Ministre de l'Interior, succeint a Chakib Benmoussa. Els seus primers anys treballà com a fiscal, després fou Director d'Assumptes Penals del Ministeri de Justícia i President de la Cort Suprema (2008-2010).